# Atofísica

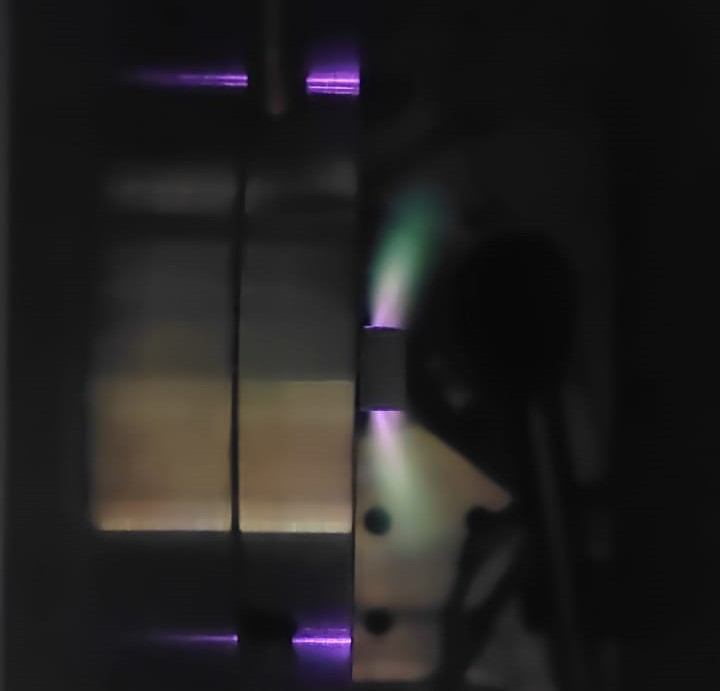
Alta generació harmònica en criptó. Aquesta tecnologia és una de les tècniques més utilitzades per generar esclats de llum attosegons.

La física de l'atosegon, també coneguda com a atofísica, o més generalment la ciència dels atosegons, és una branca de la física que s'ocupa dels fenòmens d'interacció llum-matèria en què els polsos de fotons d'atosegons (10-18 s) s'utilitzen per desentranyar processos dinàmics de la matèria amb una resolució de temps sense precedents.
La ciència de l'atosegon utilitza principalment mètodes espectroscòpics bomba-sonda per investigar el procés físic d'interès. A causa de la complexitat d'aquest camp d'estudi, generalment requereix una interacció sinèrgica entre la configuració experimental d'última generació i les eines teòriques avançades per interpretar les dades recollides dels experiments d'atosegons.
Els principals interessos de la física dels attosegons són:
1. Física atòmica: investigació dels efectes de correlació electrònica, retard de fotoemissió i túnel d'ionització.[2]
2. Física molecular i química molecular: paper del moviment electrònic en estats excitats moleculars (per exemple, processos de transferència de càrrega), fotofragmentació induïda per la llum i processos de transferència d'electrons induïts per llum.[3]
3. Física de l'estat sòlid: investigació de la dinàmica d'excitons en materials 2D avançats, moviment del portador de càrrega de petahertz en sòlids, dinàmica d'espín en materials ferromagnètics.[4]

Un dels objectius principals de la ciència de l'atosegon és proporcionar informació avançada sobre la dinàmica quàntica dels electrons en àtoms, molècules i sòlids amb el repte a llarg termini d'aconseguir el control en temps real del moviment dels electrons a la matèria.
L'arribada dels làsers de banda ampla basats en safir (Ti:Sa) dopats amb titani d'estat sòlid (1986), amplificació de polsos xip (CPA) (1988), l'ampliació espectral de polsos d'alta energia (p. ex. fibra de nucli buit plena de gas mitjançant modulació en fase pròpia) (1996), la tecnologia controlada per dispersió de miralls (chirped mirrors) (1994) i l'estabilització offset de l'embolcall del portador (2000) havien permès la creació de polsos de llum d'atosegons aïllats (generats pel procés no lineal de generació d'alts harmònics en un gas noble) (2004, 2006), que han donat lloc al camp de la ciència dels attosegons.
El rècord mundial actual del pols de llum més curt generat per la tecnologia humana és de 43 as.
El 2022, Anne L'Huillier, Paul Corkum i Ferenc Krausz van ser guardonats amb el premi Wolf de física per les seves contribucions pioneres a la ciència del làser ultraràpid i la física dels attosegons. Va ser seguit pel Premi Nobel de Física 2023, on L'Huillier, Krausz i Pierre Agostini van ser premiats "pels mètodes experimentals que generen polsos de llum attosegons per a l'estudi de la dinàmica d'electrons en la matèria".

## Introducció

### Motivació
L'escala de temps natural del moviment d'electrons en àtoms, molècules i sòlids és l'atosegon (1 as= 10-18 s). Aquest fet és una conseqüència directa de la mecànica quàntica.
Per simplificar, considereu una partícula quàntica en superposició entre el nivell del sòl, d'energia {\displaystyle \epsilon _{0}}, i el primer nivell excitat, d'energia {\displaystyle \epsilon _{1}}:
{\displaystyle |\Psi \rangle =c_{g}|\psi _{g}\rangle +c_{e}|\psi _{e}\rangle }
amb {\displaystyle c_{e}} i {\displaystyle c_{g}} escollides com a arrels quadrades de la probabilitat quàntica d'observar la partícula en l'estat corresponent.
{\displaystyle |\psi _{g}(t)\rangle =|0\rangle e^{-{\frac {i\epsilon _{0}}{\hbar }}t}\qquad |\psi _{e}(t)\rangle =|1\rangle e^{-{\frac {i\epsilon _{1}}{\hbar }}t}}

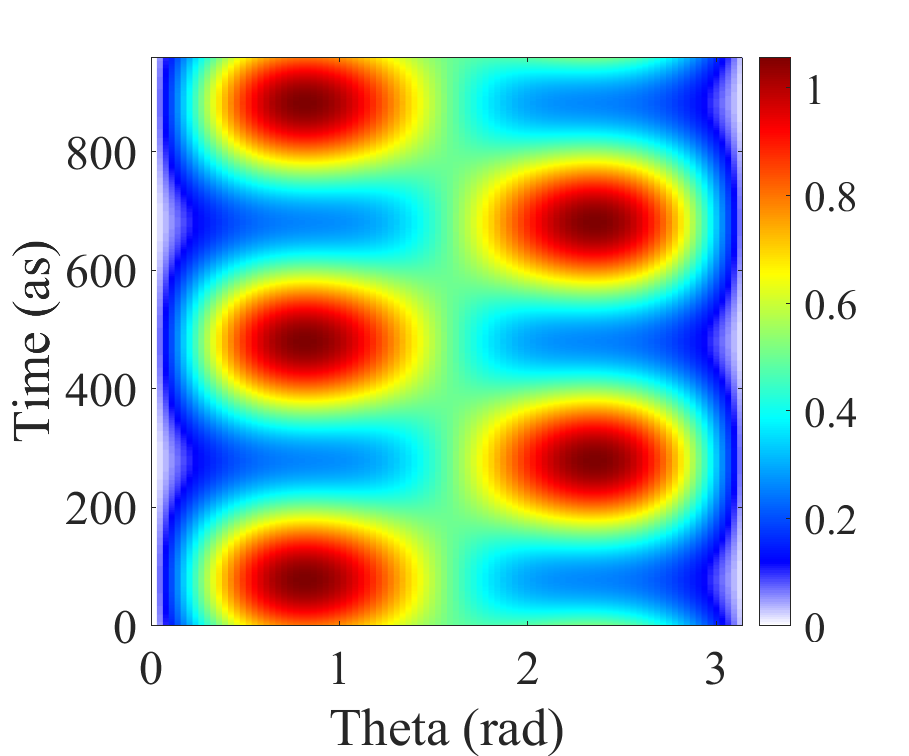
Evolució de la densitat de probabilitat angular de la superposició entre l'estat 1s i 2p en àtoms d'hidrogen. La barra de color indica la densitat angular (orientació del paquet d'ones) en funció de l'angle polar de 0 a π (eix x), en què es pot trobar la partícula, i el temps (eix y).

són el terreny depenent del temps {\displaystyle |0\rangle } i estat excitat {\displaystyle |1\rangle } respectivament, amb {\displaystyle \hbar } la constant de Planck reduïda.
El valor d'expectativa d'un operador hermitià i simètric genèric, {\displaystyle {\hat {P}}}, es pot escriure com {\displaystyle P(t)=\langle \Psi |{\hat {P}}|\Psi \rangle }, com a conseqüència l'evolució temporal d'aquest observable és:
{\displaystyle P(t)=|c_{g}|^{2}\langle 0|{\hat {P}}|0\rangle +|c_{e}|^{2}\langle 1|{\hat {P}}|1\rangle +2c_{e}c_{g}\langle 0|{\hat {P}}|1\rangle \cos \left({\frac {\epsilon _{1}-\epsilon _{0}}{\hbar }}t\right)}
Si bé els dos primers termes no depenen del temps, el tercer, en canvi, sí. Això crea una dinàmica per a l'observable {\displaystyle P(t)} amb un temps característic, {\displaystyle T_{c}}, donat per {\displaystyle T_{c}={\frac {2\pi \hbar }{\epsilon _{1}-\epsilon _{0}}}}.
Com a conseqüència, per a nivells d'energia en el rang de {\displaystyle \epsilon _{1}-\epsilon _{0}\approx } 10 eV, que és el rang d'energia electrònica típic de la matèria, el temps característic de la dinàmica de qualsevol observable físic associat és d'aproximadament 400 as.
Per mesurar l'evolució temporal de {\displaystyle P(t)}, cal utilitzar una eina controlada, o un procés, amb una durada encara més curta que pugui interactuar amb aquesta dinàmica.
Aquesta és la raó per la qual els polsos de llum d'atosegons s'utilitzen per revelar la física dels fenòmens ultra ràpids en el domini temporal de pocs femtosegons i attosegons.

### Generació de polsos d'atosegons
Per generar un pols viatger amb una durada ultrabreu, es necessiten dos elements clau: l'ample de banda i la longitud d'ona central de l'ona electromagnètica.
A partir de l'anàlisi de Fourier, com més ample de banda espectral disponible d'un pols de llum, més curta, potencialment, és la seva durada de temps.
Tanmateix, hi ha un límit inferior en la durada mínima explotable per a una determinada longitud d'ona central del pols. Aquest límit és el cicle òptic.
De fet, per a un pols centrat a la regió de baixa freqüència, per exemple, infrarojos (IR) {\displaystyle \lambda =} 800 nm, la seva durada mínima és al voltant {\displaystyle t_{pulse}={\frac {\lambda }{c}}=} 2,67 fs, on {\displaystyle c} és la velocitat de la llum; mentre que, per a un camp de llum amb longitud d'ona central a l'ultraviolat extrem (XUV) a {\displaystyle \lambda =} 30 nm la durada mínima és al voltant {\displaystyle t_{\rm {pulse}}=} 100 as.